# Dominikia reichei
Dominikia reichei är en skalbaggsart som först beskrevs av Sylvain Auguste de Marseul 1867.  Dominikia reichei ingår i släktet Dominikia och familjen kapuschongbaggar. Inga underarter finns listade i Catalogue of Life.

## Bildgalleri

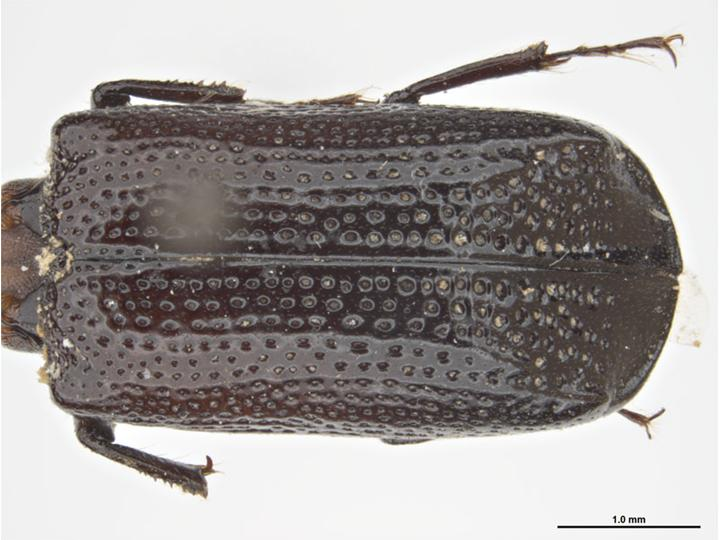